# Pascha 2000 Tour
Pascha 2000 Tour – czwarta płyta grupy 2Tm2,3 wydana w 2000 roku nakładem Metal Mind Productions. Płyta zawiera remiksy utworów znanych z wcześniejszych albumów grupy.

## Lista utworów
1. "Shalom" (Remix Adam Toczko) - 3:30
2. "Psalm 23" (Remix Adam Toczko) - 4:56
3. "Psalm 40" (Remix Kuba Mańkowski - Pneuma) - 4:32
4. "Shalom" (Remix Kuba Mańkowski - Pneuma) - 2:35
5. "Psalm 13" (Remix Arkadiusz Wielgosik; ex-Creation of Death) - 3:34
6. "Psalm 13" (Remix Michał) - 3:17

## Twórcy
- Robert "Lica" Friedrich - gitary, śpiew, dżamby
- Dariusz "Maleo" Malejonek - śpiew, gitara, konga
- Tomasz "Budzy" Budzyński - śpiew
- Marcin Pospieszalski - gitara basowa, kontrabas, smyczki, wurlitzer, konga
- Angelika Korszyńska-Górny - śpiew
- Piotr "Stopa" Żyżelewicz - perkusja, przeszkadzajki
- Beata Polak - perkusja, sabar
- Maciej "Ślimak" Starosta - perkusja, bongosy
- Krzysztof "Dr Kmieta" Kmiecik - gitara basowa
- Robert "Drężmak" Drężek - gitary
- Paweł Klimczak - gitary
- Tomasz Goehs - perkusja
- Joszko Broda - drumla, klarnetosz, fujarki, piszczałki, dudy, fujara sałaśnikowa
- Tomasz Bielecki - harmonijka
- Michał Pruszkowski - trąbka
- Michał Kulenty - saksofon
- Mateusz Miłosiński - didgeridoo